# 상주여객
상주여객(尙州旅客)은 경상북도 상주시의 시내버스 회사이며, 본사는 경상북도 상주시 삼백로 379 (동문동)에 있다.

## 운행 노선
- 상주 ~ 함창, 점촌, 문경(일부 시간대 양정 경유)
- 상주 ~ 청리, 옥산, 무곡(일부 시간대 선산행)
- 상주 ~ 청리, 옥산, 효곡
- 상주 ~ 외남, 구서
- 상주 ~ 개운, 외남, 송지
- 상주 ~ 옥산
- 상주 ~ 병성, 도남
- 상주 ~ 화령, 화북, 늘터
- 상주 ~ 외서, 은척, 황령
- 상주 ~ 우산, 도재이
- 상주 ~ 낙서, 화령, 예의
- 상주 ~ 내서, 북장, 우산
- 상주 ~ 거동, 용포, 선산
- 상주 ~ 세천, 계곡
- 상주 ~ 강창, 오상, 낙동

## 차종
- 자일대우 BS090 뉴 로얄미디
- 자일대우 BS106 뉴 로얄시티
- 현대 그린시티
- 현대 뉴 슈퍼 에어로시티
- 현대 일렉시티